# Juan Carlos Gardié
Juan Carlos Gardié Martínez, es un reconocido primer actor venezolano, nacido el 28 de mayo de 1958 en Carúpano, Sucre, Venezuela. Actualmente también es dramaturgo, director y productor de teatro, músico y docente audiovisual.

## Biografía
Comenzó a la edad de 16 años en el mundo artístico. A finales de 1973, fundó junto con José Simón Escalona, y otros colegas, el Grupo Theja de Venezuela. 
Es Licenciado en Teatro, egresado de la primera promoción que se emitió en el país de la actual Universidad Nacional Experimental de las Artes (UNEARTE), donde obtuvo la tesis mención honorífica. También es bilingüe y profesor universitario.
Posteriormente, estuvo en grupos como Rajatabla, Teomay Uno (Significa en griego observador). También fue director de Investigación y Formación en el Consejo Nacional de la Cultura.
En 1985 llega a Venevisión con un papel en la telenovela Amor de Abril; seguido de Sentimiento y Niña bonita en 1988.
Durante los años 90s participa en las telenovelas producidas por la extinta Marte TV como Emperatriz en 1990, y La llaman Mariamor en 1996.  
Para el año 1999 empieza a estar en los dramáticos de RCTV, iniciando en Carita pintada como Cheo Salazar. Luego participa en otra telenovelas de la misma televisora como Camaleona; Hay amores que matan, La mujer de Judas, Trapos íntimos. Hasta el año 2008 en Nadie me dirá cómo quererte personificando a Alberto Galindo. 
En el 2012 vuelve a Venevisión interpretando a Chuo en el dramático ¡Válgame Dios!. Durante el año 2013 realiza una participación especial en la producción dramática, también de Venevisión, De todas maneras Rosa, original de Carlos Pérez, interpretando a Lamberto Benítez.
Gardié también trabaja como Productor Nacional Independiente (PNI), es Director de Teatro y anteriormente se desempeñaba como docente Audiovisual en la universidad Experimental de las Artes. Ha sido merecedor del Premio Municipal de Teatro, y Premio Casa del Artista. También fue galardonado con la Orden Andrés Bello y la Orden Mérito al Trabajo, entre otros reconocimientos.
Actualmente personifica a un chófer llamado Anzola en la telenovela Amor secreto de Venevisión en 2015, y dirige la obra El último negro.

## Vida personal
Tiene más de 2 décadas de casado con Florelia López, y como fruto de su matrimonio tiene dos hijas Carla Fiorella Gardié de 37 años de edad (la cual es actriz) y Laura Raquel Gardié de 31 años.

## Carrera artística

### Televisión
| Año  | Título                       | Personaje                            | Cadena             |
| ---- | ---------------------------- | ------------------------------------ | ------------------ |
| 2017 | Para verte mejor             | Jairo Jesús Bracho                   | Venevisión         |
| 2016 | Escándalos                   | Alberto Villegas                     | Televen            |
| 2016 | Corazón traicionado          | Pedro Lobo                           | RCTV Producciones  |
| 2015 | Amor secreto                 | Jacinto Anzola                       | Venevisión         |
| 2013 | De todas maneras Rosa        | Lamberto Benítez                     | Venevisión         |
| 2012 | Válgame Dios                 | Jesús "Chúo" González (El maracucho) | Venevisión         |
| 2008 | Nadie me dirá cómo quererte  | Alberto Galindo                      | RCTV Internacional |
| 2007 | Camaleona                    | Vittorio "Vitto" Lofiego             | RCTV               |
| 2006 | Y los declaro marido y mujer | Rigoberto Gutiérrez Nájera           | RCTV               |
| 2005 | Amantes                      | Atanasio Restrepo                    | RCTV               |
| 2004 | ¡Qué buena se puso Lola!     | Romero Santos                        | RCTV               |
| 2002 | La mujer de Judas            | Julián Morera                        | RCTV               |
| 2002 | Trapos íntimos               | Elmer                                | RCTV               |
| 2001 | La soberana                  | Eleazar Mesías                       | RCTV               |
| 2000 | Angélica Pecado              | policía                              | RCTV               |
| 2000 | Hay amores que matan         | Charles Luis Vizcaya Segundo         | RCTV               |
| 1999 | Carita pintada               | Cheo Salazar                         | RCTV               |
| 1996 | La llaman Mariamor           | Lorondoy                             | Marte TV           |
| 1993 | Pedacito de cielo            | Severino                             | Marte TV           |
| 1992 | Piel                         |                                      | Marte TV           |
| 1992 | La loba herida               | Antonio Casanova                     | Marte TV           |
| 1990 | Emperatriz                   | Jaime                                | Venevisión         |
| 1988 | Niña bonita                  |                                      | Venevisión         |
| 1988 | Amor de abril                |                                      | Venevisión         |

### Cine
- 2000, Antes de morir[6]
- 1990, Disparen a matar

## Teatro
- 2015, Punta del Iceberg.
- 2015, El último negro.[5]
- 2014, Compadres, de Javier Vidal, dirigida por de Julie Restifo[7]
- La casa de Bernarda Alba
- Monólogo La labia de Don Juan Charrasqueado, de Carlos Sánchez Delgado.
- Fulgor y muerte, Grupo Theja.
- Cinko, de Javier Vidal, Grupo Theja.
- Su novela romántica en el aire
- Marilyn, la última pasión
- Show Time, Theja.
- Mojiganga clásica.
- Nunca es tarde, Montaje independiente.

## Serie
- 2016 Manicomio (miniserie) (IMAGE Producciones-Miniserie)